# 周昌 (清朝)
周昌（?—?），盛京奉天府遼陽州人，清朝官員。

## 生平
康熙十二年（1673年）進士。二十三年（1684年）由汀漳道調任福建分巡台灣廈門道，是首位擔任該職的官員。康熙二十五年（1686年）任滿回京。
周昌任內曾與台灣知府蔣毓英共倡文教，任內曾有擴大學宮、創立義學等政績。